# Індивідуальна психологія
Індивідуальна психологія (нім. Individualpsychologie) — напрям глибинної психології, заснований і розроблений А. Адлером після його розриву з фройдизмом.
Назва «індивідуальна психологія» походить від  лат. individuum (неділимий) і виражає ідею цілісності психічного життя особи, зокрема відсутність кордонів і антагонізмів між свідомістю і несвідомим.
В індивідуальній психології стверджується, що через всі прояви будь-якої особи червоною ниткою проходить її життєва лінія, направлена на реалізацію життєвої мети (у пізніших роботах — сенсу життя). Метою і сенсом життя структурується єдиний властивий особі життєвий стиль. Мета, сенс і стиль життя особи складаються у дитини в перші 3-5 років і обумовлені умовами родинного виховання.

## Концепції
Як рушійні сили розвитку особи індивідуальна психологія спочатку розглядала бажання компенсувати почуття неповноцінності, що виникає в ранньому дитинстві, та набуває форми прагнення до влади, могутності. Пізнє прагнення до подолання зовнішніх обставин, до успіху перестали трактувати як наслідок первинної неповноцінності. Другою рушійною силою розвитку в індивідуальній психології виступає соціальний інтерес (або відчуття спільності) — прагнення співпрацювати з іншими людьми для досягнення загальних цілей. Соціальний інтерес є вродженим задатком, але остаточно формується лише в ході виховання. Недорозвинення соціального інтересу стає причиною злочинності, наркоманії, неврозів, психозів та інших соціальних і психопатологічних відхилень. 
Свою першу задачу індивідуальна психологія бачила в правильнішому освітленні проблеми душі і тіла. 
Адлеріанська психологія заснована на певних припущеннях і постулатах, які значно відрізняються від того, що було закладене відкриттями Фрейда. При цьому протягом всього свого життя Адлер визнавав за Фрейдом першість в розробці динамічної психології. Постійно згадувалося, що саме Фрейду він зобов'язаний поясненням того, що симптоми мають свій певний сенс і за досягнення розуміння важливої ролі сновидінь. Ще один пункт послідовності розвитку теорії Фрейда — вираховування впливу раннього дитинства на розвиток особистості. Проте Фрейд робив акцент на ролі психосексуального розвитку і едіпового комплексу, тоді як Адлер в центрі уваги ставив наслідки сприйняття дітьми своєї сімейної групи і їх боротьбу за значуще місце в ній.

### Основні припущення Адлера
1. Будь-яка поведінка відбувається в соціальному контексті. Людина народжується в деякому оточенні та вступає в обопільні відносини з ним. Тому людину не можна вивчати ізольовано (1929).
2. Природним наслідком цієї першої аксіоми є те, що індивідуальна психологія — це міжособистісна психологія.
3. Психологія Адлера відмовляється від редукционізму і віддає перевагу холізму. У своїх дослідженнях адлеріанці основну увагу надають вивченню особистості в цілому, образу її дій протягом життя, і набагато менше значення надають частковим функціям.
4. І свідоме і несвідоме служать індивіду, що використовує їх для здійснення особистої мети.
5. Щоб зрозуміти індивіда необхідне розуміння його когнітивної організації та стилю життя.
6. Поведінка може мінятися протягом всього життя людини відповідно до безпосередніх вимог ситуації чи з довгостроковою метою, властивою його стилю життя. Стиль життя залишається відносно постійним протягом життя, переконання ж під впливом психотерапії можуть змінитися.
7. Згідно з концепцією Адлера, не причини примушують людину. Тобто, людину визначають не спадковість і оточення. «І то і інше дають тільки каркас і той вплив, на який реагує індивід згідно з його творчою здатністю». Люди йдуть до мети, яку вони самі обрали. Мети, яка дасть їм місце в цьому світі, забезпечить їм безпеку і збереже самоповагу. Життя є динамічним прагненням.
8. Центральне прагнення людського існування описувалося різним чином: як завершеність (Adler, 1958), досконалість (Adler, 1964а), перевага (Adler, 1926), самореалізація (Horney, 1951), самоактуалізація (Goldstein, 1939), компетентність (White, 1957) і влада (mastery) (Adler, 1926). Важливе значення при цьому має той напрям, який приймають дані прагнення. Якщо прагнення направлені на збільшення торжества особистості, то Адлер розглядав їх як соціально даремні і, в крайніх випадках, як прояви психічних проблем. З другого боку, якщо прагнення направлені на подолання життєвих проблем, то індивід прагне до самореалізації, до зміцнення дружності і перетворення світу в краще місце для життя.
9. Протягом життя індивід стикається з альтернативами. Оскільки послідовники Адлера не були детерміністами, або ж були слабкими детерміністами, то вони вважали, що людина здатна ухвалювати творчі, виборчі і самостійні рішення, а також вибирати ту мету, якої вона хоче добитися. Вона може вибрати мету корисну, яка робить внесок в суспільство, а може присвятити себе даремній стороні життя. Вона може вибрати цілеспрямованість або може, як це роблять невротики, піклуватися про себе і про свою перевагу, оберігаючи своє відчуття особистої значущості від загроз.
10. Свобода вибору вводить в психологію поняття цінності і значення. Почуття невротика виникають з переконання, що життя і люди ворожі, а він неповноцінний, в результаті він відсторонюється від прямого розв'язання проблем і намагається досягти особистої переваги за допомогою засобів, що захищають його самооцінку: зверхкомпенсації, надівши маску, шляхом відмови, прагненням братися тільки за ті задачі, де результат обіцяє бути успішним. Адлер сказав, що невротик своїми діями демонструє «коливаюче відношення”, до життя (1964а). Хоча невротик був описаний як особа «так, але.» (Adler, 1934), проте, в інших випадках він описується як особа «якщо тільки.» (Adler, 1964а). «Якщо тільки у мене не було б цих симптомів, то я б.» Останнє дало логічне обґрунтовування для «Питання», — засобу, який Адлер використовував для диференціального діагнозу, а так само для розуміння уникнення індивідом мети.
11. Оскільки послідовників Адлера цікавить швидше процес, діагностичній термінології надається мало уваги. Часто існує проблема диференціального діагнозу між функціональним і органічним порушенням. Оскільки будь-яка поведінка цілеспрямована, то психогенний симптом матиме психологічну мету, а органічний симптом матиме соматичну мету.
12. Життя кидає нам виклик у вигляді життєвих задач. Адлер явно назвав три з них. Первинними трьома задачами були задачі, пов'язані з суспільством, роботою і ста́ттю.
13. Оскільки життя постійно створює проблеми, щоб його прожити вимагається мужність. Мужність стосується готовності вчинити ризиковані дії, коли наслідки або невідомі, або можуть виявитися несприятливими. Будь-хто здатний до мужньої поведінки за умови, що людина бажає цього.
14. Життя не має спочатку власне сенсу. Ми додаємо значення життю, кожний з нас на свій власний зразок.

## Внесок
Індивідуальна психологія зробила великий внесок у психологію родинних стосунків, педагогічну і клінічну психологію. Послідовники індивідуальної психології в Західній Європі і в США об'єднані в асоціації індивідуальної психології, існують інститути індивідуальної психології і журнали індивідуальної психології на німецькій і англійській мовах.